# Pulsdiagnose
Die Pulsdiagnose, genannt auch Pulsbewertung, ist (zusammen mit der Harnschau) eine der ältesten diagnostischen Methoden. Die beiden großen Traditionsstränge der Pulslehre (Sphygmologie) sind die indisch-chinesische Tradition und griechisch-arabisch-abendländische Überlieferung.

## Abendländische Pulsdiagnostik

### Geschichte
Die Pulsdiagnose ist seit dem 5. Jahrhundert v. Chr. schriftlich bezeugt: Schon Diogenes von Apollonia sowie Hippokrates und Praxagoras von Kos haben den sichtbaren oder fühlbaren Puls an Hand, Schläfen, Hals, Lenden und Knie eindringlich untersucht. Dabei bezeichnen sie mit palmos den gesunden Puls, mit sphygmos den übermäßig hämmernden Puls, mit tromos den zitternden und mit spasmos den verkrampften Puls. Herophilos von Chalkedon brachte die Zählung der Pulsfrequenz mit der Wasseruhr auf. Seit Archigenes von Apamea (einem in Röm tätigen syrischen Arzt) ist die griechische Pulslehre ein ausgefeiltes Lehrgebäude: Sie unterscheidet zwischen den vier Zeiten des Pulses – Systole, Diastole, mit jeweils einer Pause dazwischen. Der Puls wird anhand von zehn Pulskategorien genau analysiert: Größe, Kraft, Geschwindigkeit, Fülle, Härte … Besondere Pulse tragen bildhafte Namen, wie etwa der ameisenartige oder gazellenartige Puls. Galenos von Pergamon (129–201) hat der griechischen Pulslehre die klassische Gestalt gegeben, die für Jahrhunderte maßgeblich blieb. Der arabische Arzt Abu Sahl al Masihi (Ende des 10. Jh.) sowie sein Schüler, der persische Mediziner Ibn Sina (980–1037), auf Latein Avicenna genannt, haben die Pulslehre dem Mittelalter (etwa bei Ortolf von Baierland) weitergereicht.
Die Pulsqualitäten werden im Sinne der Humoralpathologie (bei Ortolf von Baierland, dessen Pulstraktat die einzige deutschsprachige Pulslehre der mittelalterlichen Medizin darstellt,) folgendermaßen zugeordnet:
- Schneller und großer Puls: Zeichen für einen Menschen oder eine Krankheit hitziger und feuchter Natur (Sanguiniker)
- Schneller und kleiner Puls: Zeichen für einen Menschen oder eine Krankheit hitziger und trockener Natur (Choleriker)
- Langsamer und großer Puls: Zeichen für einen Menschen oder eine Krankheit kalter und feuchter Natur (Phlegmatiker)
- Langsamer und kleiner Puls: Zeichen für einen Menschen oder Krankheit kalter und trockener Natur (Melancholiker)

Eine internationale Bedeutung erlangte die chinesische Pulslehre.

### Ziel der Pulsdiagnose
Anders als die moderne Pulsdiagnose der Schulmedizin, die sich vor allem auf das Herz-Kreislauf-System konzentriert, tritt die Pulsdiagnose der traditionellen europäischen Medizin mit einem ganzheitlichen Anspruch auf: Während die Harnschau über den spiritus naturalis und den Zustand der vier Säfte Auskunft gibt, gewährt die Pulsdiagnose Einsicht in den Zustand des spiritus vitalis, das heißt in die „energetische“ Gesamt-Verfassung des Organismus. Durch Erfassung weiterer Symptome wie Schlafverhalten, Geschlecht, Jahreszeit, Ernährungsgewohnheiten etc. erhält der Therapeut weitere Hinweise.

### Ablauf der Pulsdiagnose
Der zu Untersuchende legt seine Hand bequem auf ein kleines, straffes Kissen. Der Diagnostiker schaut sich zunächst den Puls an und legt dann den Zeige-, Mittel- und Ringfinger locker auf die Schlagader auf. Je nach Befund des Handpulses kann der Diagnostiker auch den Schläfen- oder Halspuls in seine Untersuchung miteinbeziehen. Wesentlicher Teil der Pulsdiagnose sind ausführliche Fragen zum Schlafverhalten, zur Ernährung und Verdauung und zum größeren Lebenskontext.

### Pulsarten
Die abendländische Tradition kennt zum einen die „Zehn einfachen Pulskategorien“ wie Größe, Kraft, Geschwindigkeit, Fülle, Härte, Temperatur, Rhythmik […], die jeweils in drei Qualitäten (zu viel, zu wenig, passend) oder anderen Formen auftreten. Neben diesen ca. 30 möglichen einfachen Pulsen steht eine Vielzahl von zusammengesetzten (komplexen) Pulsen, die zum Teil klingende Namen tragen: wurmförmiger, ameisenartiger, mausschwänziger, gazellenartiger, sägenförmiger, wallender Puls.

## Pulsdiagnostik in der asiatischen Medizin
Die Pulsdiagnose ist integraler Teil der Traditionellen Chinesischen Medizin (TCM), der graeco-arabischen Medizin (Unani) und der ayurvedischen Medizin. Die TCM kennt im Unterschied zur wissenschaftlichen Medizin verschiedene Qualitäten des menschlichen Pulses an verschiedenen Körperstellen. Ayurveda-Mediziner überprüfen bei der Pulsdiagnose die Doshas (Lebensenergien) des Patienten und ermitteln vorliegende „Störungen“.

### Pulsdiagnose in der chinesischen Medizin
Etwa zwischen dem 2. und 8. Jahrhundert unserer Zeitrechnung wurde in China die Pulsdiagnostik entwickelt, die Anfänge reichen aber wohl schon 2700 Jahre zurück. Andere Quellen sprechen die Entdeckung der Pulsdiagnostik dem legendären Arzt Bian Que zu (ca. 500 Jahre v. Chr.). Im 3. Jahrhundert n. Chr., zur Zeit des Mediziners Wang Shuho, wurde der Pulsschlag an elf verschiedenen Körperstellen durch Palpation ertastet und verschiedenen Pulsqualitäten mit etwa 200 verschiedenen Pulsvarianten zugeordnet.
Zusammen mit der Betrachtung (u. a. Zungendiagnose), der Diagnose durch Gehör und Geruch und der Befragung und gehört die Pulstastung zu den vier diagnostischen Verfahren der chinesischen Medizin.

### Pulsarten

#### Körperpulse
Mehr als die anderen Teile der chinesischen Diagnostik ist die Pulsdiagnostik ein subjektives Diagnoseverfahren und erfordert Erfahrung. In früheren Zeiten wurde die Pulstastung auch an verschiedenen Stellen des Körpers vorgenommen, die deckungsgleich mit bestimmten Akupunkturpunkten sind. Diese sind:
- an der Schläfe am Taiyang direkt über der Arteria temporalis,
- am 3E22 direkt vor dem Ohr an derselben Arterie,
- an der Wange Ma3 an der Arteria facialis,
- an den unteren Extremitäten bei Le10 und MP11 über der Arteria femoralis,
- bei Ni3 über der Arteria tibialis posterior,
- bei Ma42 und bei Le3 über der Arteria dorsalis pedis,
- an den oberen Extremitäten zusätzlich zu den Radialispulsen (Speichenarterienpulsen) von Lu7, Lu8 und Lu9, noch beim Radialispuls über Di4 und beim Ulnarispuls über He7.

Der Zustand von Qi und Blut in den drei Körperregionen Kopf, mittlere Körperregion und untere Körperregion kann nach den Vorstellungen der TCM durch Tasten an diesen Stellen ermittelt werden.

#### Handgelenk
An jedem Handgelenk finden sich drei Taststellen. Man orientiert sich am Radialisköpfchen, dem processus styloideus radii. Etwas nach ulnar befindet sich zwischen dem Radialisköpfchen und der Sehne des speichenseitigen Handbeugers die Radialisarterie. An dieser Stelle wird der Mittelfinger des Untersuchers platziert und befindet sich dabei auf der mittleren oder guan-Position. Legt man nun Zeige- und Ringfinger am Mittelfinger anliegend jeweils proximal und distal davon, kommt der Ringfinger proximal auf der chi-Position, der Zeigefinger distal auf der cun-Position zu liegen.
Die Zuordnung der verschiedenen Organe zu den Pulstaststellen hat sich immer wieder geändert. Heutzutage gebräuchlich sind zwei verschiedene Zuordnungen:
Die erste stammt von Wang Shu-he aus dem dritten Jahrhundert nach Christus. Er legt im „Klassiker des Pulses“ (Maijing) folgende Zuordnung fest:
|              | links             | rechts         |
| vorne (cun)  | Herz Dünndarm     | Lunge Dickdarm |
| mitte (guan) | Leber Gallenblase | Milz Magen     |
| hinten (chi) | Niere Blase       | Nieren-Yang    |

Li Shizhen hingegen beschreibt die Bedeutung der verschiedenen Ebenen in „Einfache Erklärung der Pulsstudien des Binhu-Sees“ (Bīnhú Màixué 瀕湖脈學 / 濒湖脉学) folgendermaßen:
|              | links             | rechts          |
| vorne (cun)  | Herz              | Lunge           |
| mitte (guan) | Leber Gallenblase | Milz Magen      |
| hinten (chi) | Niere Dünndarm    | Nieren Dickdarm |

### Methode
Der Patient sollte während der Pulsnahme sitzen oder liegen sowie entspannt und ruhig sein. Aufregung, Frieren, körperliche Anstrengung und Nahrungsaufnahme unmittelbar vor der Pulstastung verfälschen das Ergebnis. Der Arm soll mit der Handfläche nach oben auf einer bequemen Unterlage auf Herzhöhe des Patienten ausgestreckt ruhen. Sowohl die Beine des Patienten als auch die des Behandlers dürfen während der Pulstastung nicht überkreuzt sein, da dies zu einer energetischen Vermischung der Körperhälften und damit zu einer Verfälschung der Ergebnisse führen kann. Die Tastung selbst hat in größter Ruhe und Konzentration stattzufinden. Die durchschnittliche Dauer der Pulstastung beträgt ca. 10 Minuten, kann sich jedoch über 30 Minuten hinziehen.
In der TCM werden üblicherweise 28 pathologische Pulse unterschieden. Sie unterscheiden sich unter anderem in schnell/langsam, oberflächlich/tief sowie nach Länge und Form der Pulswelle.

## Medizinische Studien
Zur Pulsdiagnostik sind bis 2006 nur wenige, teils widersprüchliche klinische Studien durchgeführt worden. Aus konventionell-medizinischer Sicht erscheint die Zuordnung der Organe zu bestimmten Tastpunkten willkürlich. Unterschiedliche Qualitäten im Sinne von Stärke, Gleichmäßigkeit, Frequenz sind dagegen auch der westlichen Medizin bekannt und bewiesenermaßen grob mit bestimmten Krankheitsbildern verbunden (–> siehe Herzfrequenzvariabilität).